# Frumósza
Frumósza (vagy Szépfalu, románul: Frumoasa) település Romániában, Moldvában, Bákó megyében.

## Fekvése
A Tázló jobb partján fekvő település.

## Nevének eredete
Frumósza, magyarul Szépfalu nevét a helyi hagyományok szerint Stefan cel Mare fejedelem kedveséről kapta nevét. A frumoasa magyarul széplányt jelent.

## Története
A település  valamikor a 17-18. században keletkezett. Lakói magyarok voltak. Román lakossága 1850 után telepedett meg itt.
1930-ban 1676 lakosa volt, melyből 903 volt magyar nyelvű és római katolikus.